# جيرترود أستور
جيرترود أستور (بالإنجليزية: Gertrude Astor)‏ (9 نوفمبر 1887 - 9 نوفمبر 1977) ممثلة شخصية الصور المتحركة الأمريكية بدأت حياتها المهنية بسنة 1915 .

## روابط خارجية
- جيرترود أستور على موقع IMDb (الإنجليزية)
- جيرترود أستور على موقع روتن توميتوز (الإنجليزية)
- جيرترود أستور على موقع أول موفي (الإنجليزية)
- جيرترود أستور على موقع إن إن دي بي (الإنجليزية)
- جيرترود أستور على موقع قاعدة بيانات الفيلم (الإنجليزية)
- Gertrude Astor على موقع فايند أغريف
- Literature on Gertrude Astor